# Le Cabotin et son compère
Pour plus de détails, voir Fiche technique et Distribution.
Le Cabotin et son compère (The Stooge) est un film américain sorti en décembre 1952, produit par Paramount Pictures, réalisé par Norman Taurog.

## Synopsis
Bill Miller (Dean Martin) est un acteur qui s'est mis à ne plus avoir de succès après avoir mis fin à son partenariat avec un autre acteur nommé Ben Bailay (Richard Erdman). Il croyait avoir de grandes possibilités pour travailler seul mais bientôt il commence à se rendre compte que ce n'est pas le cas. Et non seulement il a échoué mais pire encore il est tombé dans la misère ; son impresario, Leo Lyman (Eddie Mayehoff), lui donne alors l'idée de s'associer à un autre partenaire qui lui servira de faire-valoir. Suivant le conseil il arrive, après de nombreuses tentatives, à trouver un nommé Ted Rogers (Jerry Lewis), sans prétention et timide. Ted au commencement ne savait pas qu'il servirait de simple faire-valoir à Bill Miller et qu'il serait au second plan quand ils joueraient ensemble. Le test pour voir si l'idée réussirait est pour Miller de placer Ted au milieu de son numéro, mais celui-ci fait spontanément rire toute l'assistance qui prodigue des applaudissements...

## Distribution
- Dean Martin : Bill Miller
- Jerry Lewis : Theodore 'Ted' Rogers
- Polly Bergen : Mary Turner
- Marion Marshall : Genevieve 'Frecklehead' Tait
- Eddie Mayehoff : Leo Lyman
- Richard Erdman : Ben Bailey
- Frances Bavier : Mme Rogers

Acteurs non crédités
- Oliver Blake : Directeur de théâtre
- Charles Evans : M. Sutherland
- Don Haggerty : M. Winston
- Mary Treen : Mme Regan